# Théo Girard
Pour les articles homonymes, voir Girard.
Théo Girard, né en 1978, est un compositeur, bassiste et contrebassiste français.

## Biographie
Mère costumière et père musicien (violoniste du groupe Bratsch), il baigne dans une atmosphère artistique dès son plus jeune âge entre les opéras pour lesquels sa mère confectionne des costumes et les mélodies d'Europe de l'Est et le Free Jazz que joue son père.
C’est à six ans qu’il commence à étudier le piano, ce n'est que dix ans plus tard qu'il commence la contrebasse. Il apprend auprès d'Olivier Sens et se perfectionne ensuite avec Claude Tchamitchian puis Hein Van de Geyn et Miroslav Vitouš lors des Rencontres de contrebasse de Capbreton en 2004, et enfin avec Mark Dresser, Vijay Iyer et Dave Douglas à Banff - Canada en 2005.
Il navigue entre jazz contemporain, chanson française et musique improvisée, se consacre à l'écriture de Monde de perception inspiré par des écrits de Merleau-Ponty la Compagnie du Discobole. Il fait des incursions dans le monde du jazz manouche (avec Rodolphe Raffalli, Jean-Philippe Watremez, Serge Krieff ou David Reinhardt), de la chanson révolutionnaire (avec Riton La Manivelle) et du théâtre. Il fonde le label discographique Discobole Records dont les deux premières productions (NHoG Belle de Nuit et Sibiel La Douceur) sont sorties en 2010.

## Discographie
- 2003 - Sibiel, TsiganJazz - Discobole Records
- 2005 - Sibiel, Sibiel - Discobole Records - NomadMusic
- 2007 - Bratsch, Plein du monde - EMI
- 2007 - Volo, Jours heureux - Opéra Music
- 2008 - Riton la manivelle, Le peuple-cri - Kiosque à musique
- 2008 - Le bruit du [sign], Heïko ou l'apprition du héros - Yolk Records
- 2009 - Volo, En attendant - Opera Music
- 2010 - Sibiel, La Douceur - Discobole Records - NomadMusic
- 2010 - NHoG, Belle de nuit - Discobole Records - NomadMusic
- 2011 - Le bruit du [sign], Yebunna Seneserhat - Cobalt
- 2011 - Inga Liljeström, Black Crow Jane - Emergence
- 2012 - Chasseur, Live @ Comptoir - Discobole Records - NomadMusic
- 2013 - Macha Gharibian, Mars - BeeJazz ,  Meredith
- 2013 - Sibiel, The bridal party in Hardanger - Discobole Records - NomadMusic
- 2013 - Bratsch, Brut de Bratsch - Apasaca, World Village-Harmonia Mundi
- 2014 - Sandra Bessis & Rachid Brahim Djelloul, Cordoue 21, MaySolMusic - l'Autre Distribution
- 2014 - Denis Colin, Univers Nino - Arpenteurs du son, Cristal Records
- 2015 - G!rafe & Bruno Girard, L'ami que j'aimais bien - Discobole Records - NomadMusic
- 2016 - Macha Gharibian Trans Extended - Jazz Village - Harmonia Mundi
- 2017 - G!rafe & Bruno Girard, Panier sur la tête - Discobole Records - L'Autre Distribution
- 2017 - Théo Girard, 30YearsFrom - Discobole Records - L'Autre Distribution
- 2018 - Théo Girard, Interlude - Discobole Records - Differ-Ant
- 2019 - Christophe Joneau, Du Pain et des Roses - Inouies Distribution
- 2019 - Trans Kabar, Maligasé - Discobole Records - Differ-Ant
- 2019 - Théo Girard, Pensées Rotatives live @ Comptoir - Discobole Records - Differ-Ant
- 2019 - Théo Girard, Bulle - Discobole Records - Differ-Ant
- 2020 - Le Deal, Jazz Traficantes - Favorite Recordings - Pusher
- 2020 - Trans Kabar, Maligasé Extended - Discobole Records - Modulor
- 2020 - Manuel Bienvenu, GLO - Microcultures Records
- 2021 - Brumes (Sandrine Nicolas, Aurélia Arto, Tigran Mekhitarian, Théo Girard), "Brumes" - Discobole Records - Modulor
- 2021 - Trans Kabar, "Mazine La Mor" - Discobole Records - Modulor
- 2021 - Théo Girard, "Pensées Rotatives" - Discobole Records - Modulor
- 2021 - Ornette, "愛してる Aishiteru" - Music Of The Century
- 2022 - Emmanuel Borghi Trio, "Watering The Good Seeds" - Label Triton - Socadisc
- 2023 - Boris Boublil "Mù" feat. John Parish, "Manifesto" - Carton Records
- 2024 - Discobole Orchestra invite Christine Salem, "Kafé Gryé" - Discobole Records - Modulor
- 2024 - Capsules Discobole, "Fuchsia" - Discobole Records - Modulor

## Groupes
Leader:
- Théo Girard & Pensées Rotatives (2018-) avec Simon Arnaud, Julien Rousseau, Jérôme Fouquet, Nicolas Souchal et Antoine Berjeaut (trompettes), Basile Naudet, Adrien Amey, Martin Daguerre et Raphael Quenehen (sax alto), Morgane Carnet, Nicolas Stephan, Théo N'guyen Duc Long et Julien Pontvianne (sax ténor), Seb Rochford (batterie) - remplacement : Sakina Abdou (sax), Jon Scott, Ianik Tallet (batterie)
- Contrebasses (2021-) avec Olivia Scemama et Louis Prado (contrebasse), Oto Ninski (electronique)

co-Leader:
- Sibiel (2000-) avec Jean-Philippe Feiss (violoncelle), David Potaux-Razel (guitare)

- Discobole Orchestra (2023-) avec Antoine Berjeaut, Jérôme Fouquet, Hector Lena-Schroll, Achile Alvarado (trompette), Léa Ciechelski, Sakina Abdou, Florence Kraus, Cléa Torales (saxophone alto), Morgane Pommier, Judith Wekstein (trombone basse), Thibault Du Cheyron, Gabrielle Rachel (trombone), Stéphane Hoareau (guitare, co-leader), Ianik Tallet (batterie)

Sideman:
- Emmanuel Borghi Trio (2022-) avec Emmanuel Borghi (piano), Ariel Tessier (batterie)
- Manuel Bienvenu Trio (2022-) avec Manuel Bienvenu (piano, chant), Thierry Chompré (batterie)
- Boris Boublil "Mù" (2022-) avec Boris Boublil (claviers, guitare, voix), John Parish (guitare), Csaba Palotaï (guitare), Jesse D. Vernon (violon), Morgane Carnet (saxophone baryton, clarinette), Antoine Berjeaut (trompette, bugle), Robin Finker (saxophone ténor, clarinette), Sacha Toorop (batterie)

Arrêtés ou en suspens :'
- Sextylédone (1998-2002) avec Hugo Ferran (sax alto), Thierry Fournel (guitare), Hikmet Thiery (trombone), Benoit Anselme (piano), Julien Moulinier puis Bastien Lagatta (batterie)
- Volo (2006-2011) avec Frédo et Olivier Volovitch, Hugues Barbet (guitares), Enrico Mattioli (batterie)
- Inga Liljeström (2008-2011)  avec Inga Liljeström (voix et comp.), Guillaume Magne (guitares), Jean-Philippe Feiss (violoncelle), Sébastien Brun (batterie), Mélissa Fox (violon), Patrick Moriceau (claviers)
- Tôc (2009-2012) avec Marc Sollogoub (voix et textes), Pierre Constantin (dessins)
- Le Bruit du [sign] (2004-2012) avec Nicolas Stephan (sax ténor, comp.), Jeanne Added (voix), Julien Omé (guitare), Julien Rousseau (trompette, bugle, mélophone), Sébastien Brun (batterie, comp.)
- NHoG (2005-2012) avec Nicolas Naudet (clarinettes), Stéphane Hoareau (guitare)
- Contrastes (2012-2013)avec Anahita Gohari (voix et textes), Mamadou « Chérif » Soumano (kora)
- Chasseur (2011-2014) avec Adama Coulibaly (voix donso n'goni, kame n'goni), Macha Gharibian (voix, piano), Sébastien brun (batterie, effets)
- Bratsch (2011-2015) avec Dan Gharibian (voix, guitare), Bruno Girard (violon), Nano Peylet (clarinette), François Castiello (accordéon)
- Macha Gharibian (2009-2018) avec Macha Gharibian (voix, piano), "Mars" (2013) David Potaux-Razel (guitare) et Aidje Tafjal, Bertrand Noël, Ariel Tessier, Dré Pallemaerts, Fabrice Moreau (batterie), "Trans Extended" (2016)
- G!rafe (2013-2019) avec Bruno Girard (voix), Nicolas Naudet (clarinettes), Stéphane Hoareau (guitare), Eric Groleau (batterie)
- Le Circaète , adaptation de "Presque" de Manu Larcenet avec Cécile Dumoutier (comédienne), Seb Brun (batterie), Charles Boinot (vidéo), Julien Huraut (lumière, vidéo), Anne Astolfe (mise en scène), Charles Vairet (direction artistique)
- Christophe Joneau 4tet (2012-2019) avec Christophe Joneau (piano), Philippe Lemoine (sax ténor) puis Adrien Amey (sax alto), Eric Groleau (batterie)
- Univers Nino (2013-) avec Ornette (voix, claviers), Denis Colin (clarinette basse, arrangements), Diane Sorel (voix), Antoine Berjeaut (trompette), Julien Omé (guitare), François Merville (batterie)
- Rythmes avec Denis Colin (clarinette basse,  compositions), Christophe Saulnières (harpe) , François Merville (batterie)
- Trans Kabar (2017-2023) avec Jean-Didier Hoareau (voix / kayamb), Stéphane Hoareau (guitare, direction), Ianik Tallet (batterie)
- Mobke (2022-2023) avec Sophia Domancich (piano), Nick Lyons (saxophone alto), Lesley Mok (batterie)
- Théo Girard 30YearsFrom (2016-2023) avec Antoine Berjeaut (trompette), Seb Rochford (batterie)
- Théo Girard Bulle (2019-2023) avec Antoine Berjeaut (trompette et bugle), Basile Naudet (saxophone alto), Seb Rochford (batterie)